# SC Sagamihara
SC Sagamihara (SC相模原?) är ett fotbollslag från Sagamihara i Kanagawa prefektur, Japan. Laget spelar för närvarande (2020) i lägsta proffsligan J2 League.

## Placering tidigare säsonger
| Säsong | Nivå | Liga      | Placering | Referens | Notering |
| ------ | ---- | --------- | --------- | -------- | -------- |
| 2014   | 3    | J3 League | 6         | [ 1 ]    |          |
| 2015   | 3    | J3 League | 4         | [ 2 ]    |          |
| 2016   | 3    | J3 League | 11        | [ 3 ]    |          |
| 2017   | 3    | J3 League | 12        | [ 4 ]    |          |
| 2018   | 3    | J3 League | 9         | [ 5 ]    |          |
| 2019   | 3    | J3 League | 15        | [ 6 ]    |          |
| 2020   | 3    | J3 League | 7         | [ 7 ]    | Pandemin |
| 2021   | 2    | J2 League | 19        | [ 8 ]    | Pandemin |
| 2022   | 3    | J3 League | 18        | [ 9 ]    | Pandemin |
| 2023   | 3    | J3 League | 18        | [ 10 ]   |          |
| 2024   | 3    | J3 League | 9         | [ 11 ]   |          |

## Trupp 2022
Aktuell 23 april 2022.
| Nr | Land  | Pos | Namn                                  |
| -- | ----- | --- | ------------------------------------- |
| 1  | Japan | MV  | Takahiro Shibasaki                    |
| 2  | Japan | F   | Ryosuke Tada                          |
| 4  | Japan | F   | Hiroki Mizumoto                       |
| 5  | Japan | F   | Yasumasa Kawasaki                     |
| 6  | Japan | MF  | Takahide Umebachi                     |
| 7  | Japan | A   | Takayuki Funayama                     |
| 8  | Japan | MF  | Kensei Nakashima                      |
| 9  | Japan | A   | Kensei Ukita                          |
| 10 | Japan | MF  | Jungo Fujimoto                        |
| 13 | Japan | F   | Ryoma Ishida                          |
| 14 | Japan | MF  | Tsubasa Ando                          |
| 15 | Japan | MF  | Ryu Kawakami                          |
| 16 | Japan | MV  | Koki Kawashima                        |
| 17 | Japan | F   | Ryuya Fukushima (lån från Urawa Reds) |
| 18 | Japan | F   | Tatsuya Shirai                        |

| Nr | Land  | Pos | Namn                                |
| -- | ----- | --- | ----------------------------------- |
| 19 | Japan | MF  | Yuan Matsuhashi                     |
| 20 | Japan | F   | Yudai Fujiwara                      |
| 21 | Japan | MV  | Akihiko Takeshige                   |
| 22 | Japan | A   | Kazuaki Saso                        |
| 23 | Japan | MF  | Kaoru Takayama                      |
| 24 | Japan | F   | Jiro Kamata                         |
| 25 | Japan | MF  | Riku Tanaka                         |
| 26 | Japan | MF  | Kyota Mochii (lån från Tokyo Verdy) |
| 27 | Japan | F   | Daisuke Watabe                      |
| 28 | Japan | A   | Reon Nozawa (lån från FC Tokyo)     |
| 29 | Japan | A   | Takumu Fujinuma                     |
| 30 | Japan | MF  | Shogo Nakahara                      |
| 31 | Japan | MV  | Kentaro Kakoi                       |